# Marmelet
Le Marmelet, ou ruisseau de Marmelet, ou ruisseau de Ladoux dans sa partie amont, est un ruisseau français du département de la Dordogne, affluent de rive droite du Caudeau et sous-affluent de la Dordogne.

## Géographie

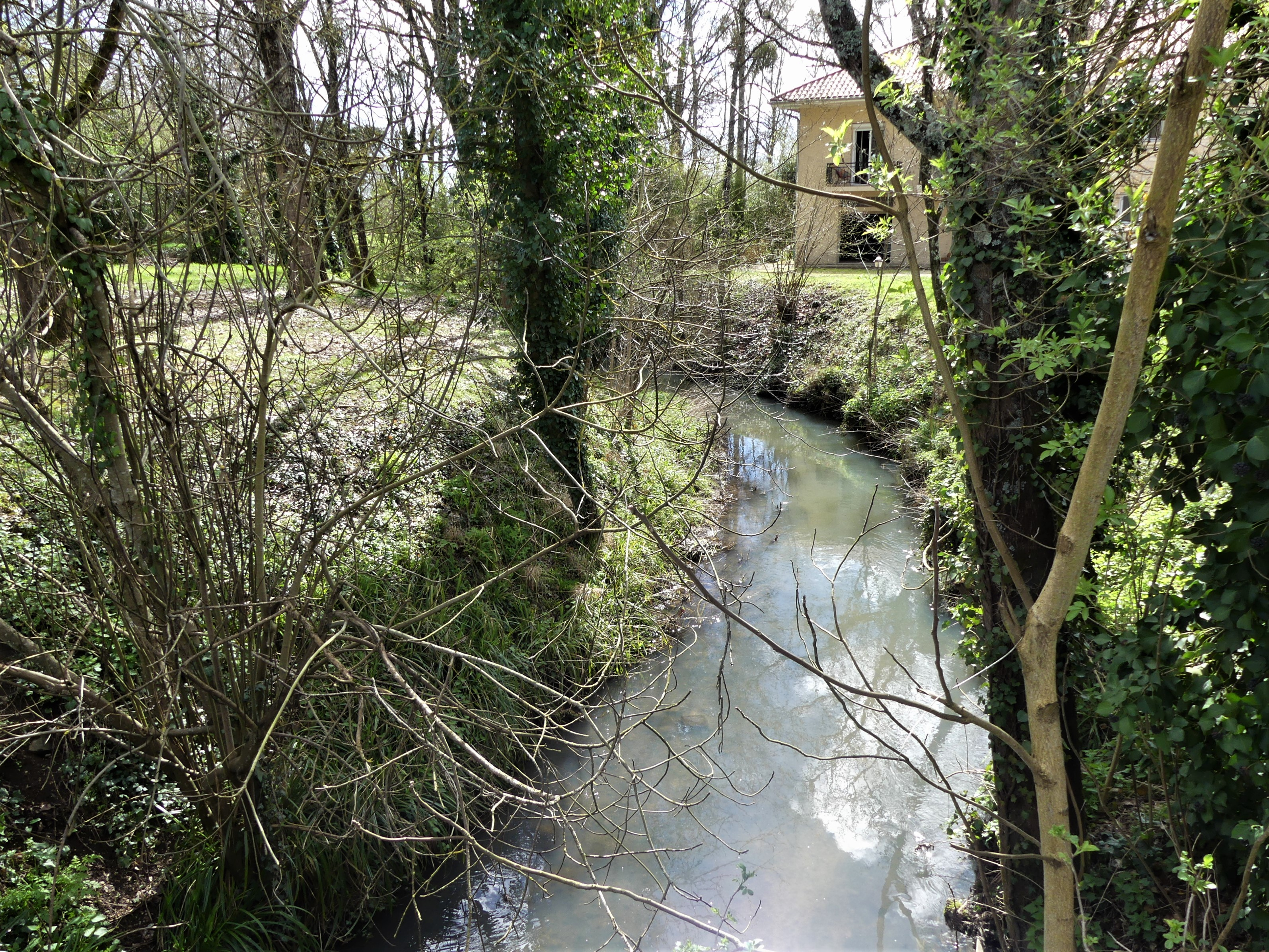
La branche orientale du Marmelet en aval de la RD 34 à Bergerac.

Pour le Sandre, le Marmelet est un ruisseau dont la partie amont se nomme ruisseau de Ladoux alors que, d'après l'ancien cadastre de Maurens, la branche-mère se nommait le Baillard ; en confluant avec le ruisseau de Lavergne au sud-ouest du bourg, elle devenait ensuite le ruisseau de Ladoux.
Le cours d'eau prend sa source à 120 mètres d'altitude, sur la commune de Maurens, près de deux kilomètres au nord-nord-est du bourg, près du hameau du Baillard et prend la direction du sud-ouest. 
Il passe sous le GR 654 puis à l'ouest du bourg de Maurens et continue vers le sud. Il reçoit sur sa gauche le ruisseau de Ladoux — anciennement appelé ruisseau de Lavergne — et continue sous ce nom. Il reçoit en rive gauche son affluent le Gaillardet et sert alors sur environ 800 mètres de limite naturelle entre les communes de Maurens et Ginestet. Il entre ensuite sur le territoire communal de Bergerac où il est franchi par la route départementale (RD) 709 et prend alors le nom de Marmelet.
Il se divise en deux bras qui confluent en rive droite du Caudeau : le plus court, long d'environ un kilomètre, prend la direction du sud-est et rejoint le Caudeau à 23 mètres d'altitude après être passé sous les RD 709 (nouvelle rocade ouest de Bergerac) et 34 (route de La Force) ; l'autre, deux fois plus long, continue vers le sud, passant également sous les RD 709 et 34, ainsi que sous la ligne ferroviaire Libourne-Bergerac et la RD 32, avant de confluer avec le Caudeau à 18 mètres d'altitude, moins de 200 mètres avant que ce dernier ne rejoigne la Dordogne.
Selon le Sandre, le Marmelet a une longueur de 13,4 km.

### Communes, arrondissements et département traversés
À l'intérieur du département de la Dordogne, le Marmelet arrose trois communes réparties sur deux arrondissements :
- Arrondissement de Périgueux
  - Maurens (source)
- Arrondissement de Bergerac
  - Ginestet
  - Bergerac  (confluence avec le Caudeau)

### Affluents
Parmi les cinq affluents du Marmelet répertoriés par le Sandre, deux portent un nom :
- le ruisseau de Ladoux, 1,9 km[2] ;
- le Gaillardet, 2,1 km[3].

Aucun affluent du Marmelet n'ayant d'affluent, son nombre de Strahler est égal à deux.